# Église Saint-Michel de Zetting
L'église Saint-Marcel est une église catholique située sur la commune de Zetting dans le département de la Moselle, en France.

## Historique
L'édifice est classé au titre des monuments historiques en 1891.

## Description

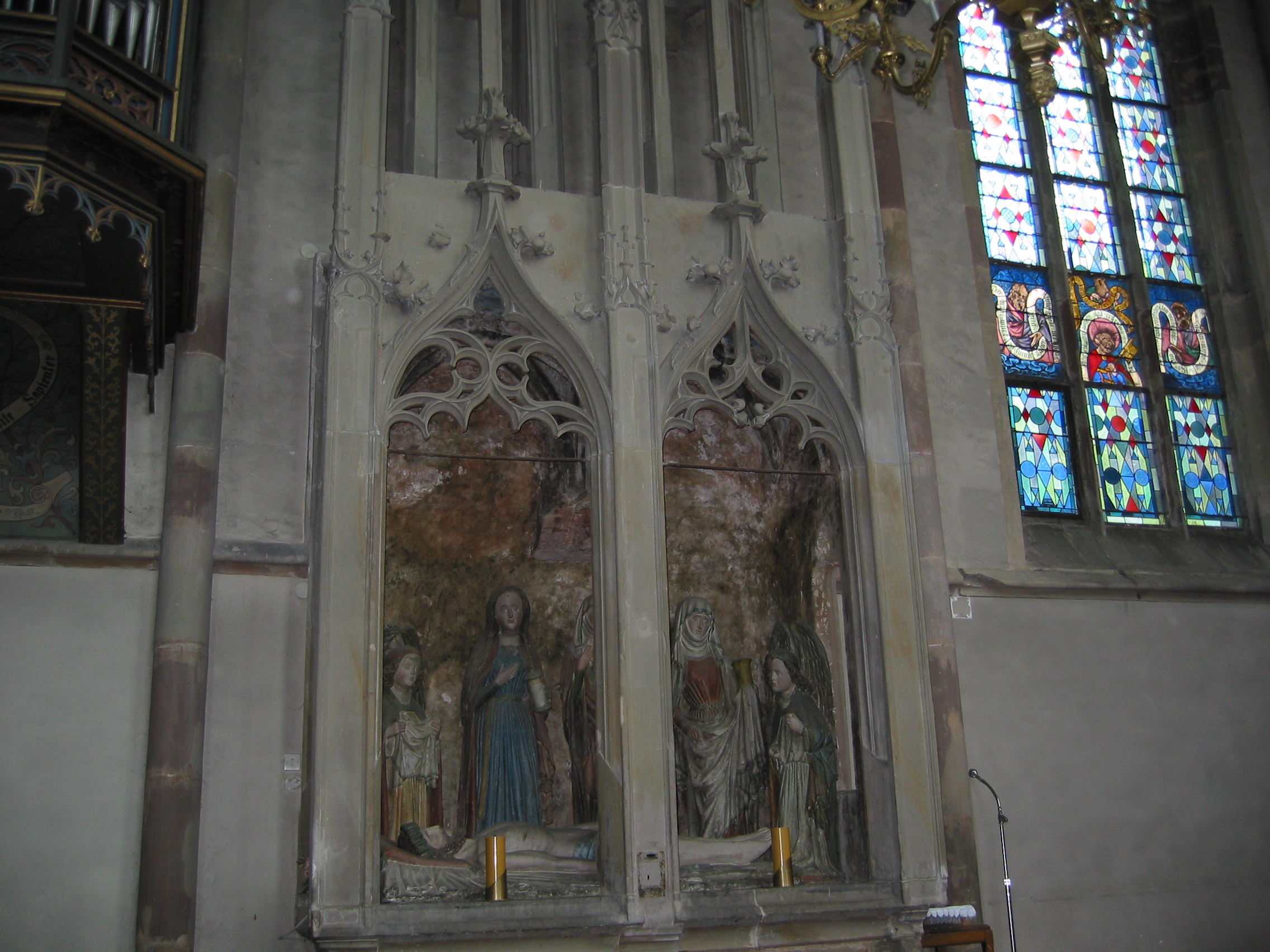
Mise au tombeau.
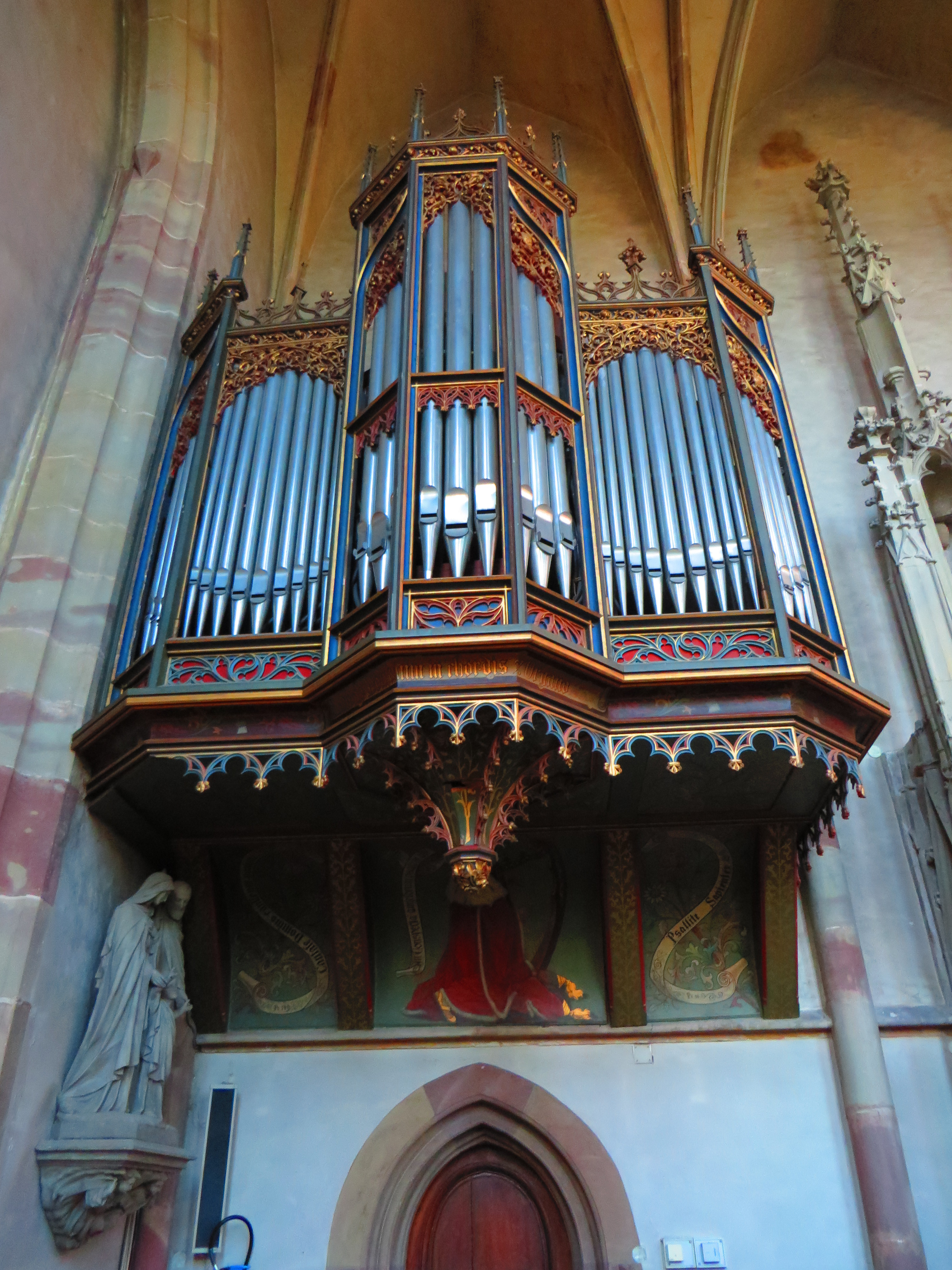
Buffet d'orgue.
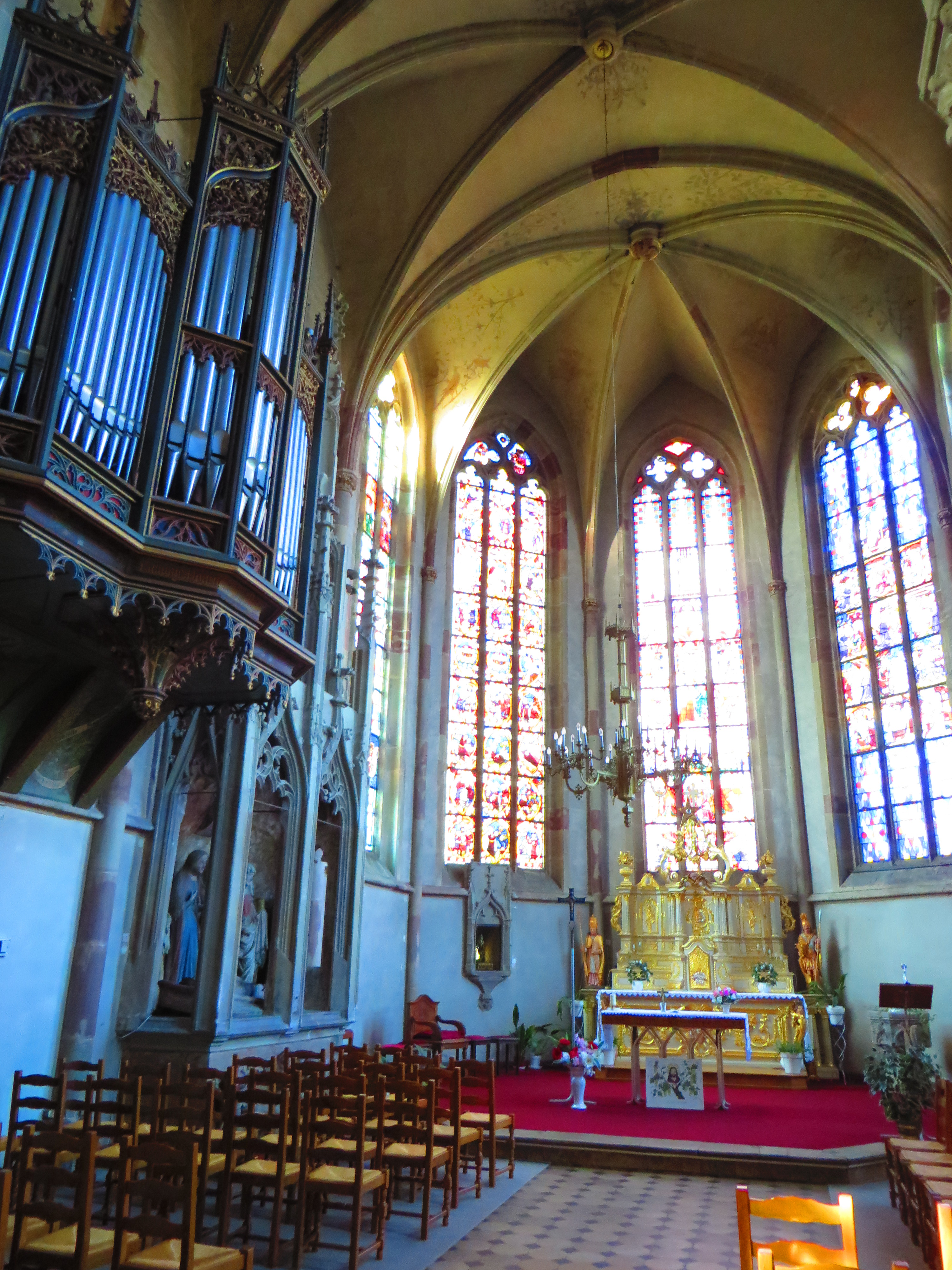
Chœur